# Port lotniczy Anta-Comandante FAP German Arias Graziani
Port lotniczy Anta-Comandante FAP Germán Arias Graziani – krajowy port lotniczy zlokalizowany w peruwiańskiej miejscowości Anta.